# Ferdinand Kobitzki
Ferdinand Kobitzki (* 21. März 1890 in Münster; † 14. Dezember 1944 im KZ Neuengamme) war ein deutscher Gewerkschaftsführer und Widerstandskämpfer gegen den Nationalsozialismus.

## Leben
Kobitzki absolvierte eine Tischlerlehre und ging einige Jahre auf Wanderschaft. 1921 ließ er sich in der niedersächsischen Textilstadt Nordhorn nieder und arbeitete als Weber bei der Textilfabrik B. Rawe & Co. Kobitzki gehörte der sozialistischen Gewerkschaft Deutscher Textilarbeiter Verband(DTV) und der KPD an. 1929 wurde er Mitglied des Betriebsrats und vom 10. Dezember 1929 bis zum 18. April 1931 war er Vorsitzender der Nordhorner KPD-Ortsgruppe. Er gründete die Ortsgruppe der Revolutionäre Gewerkschaftsopposition (RGO). Ebenso war er Vorstandsmitglied des Verbandes proletarischer Freidenker. Seine Kandidatur bei der Kreistagswahl 1929 war erfolglos, doch zog er im März 1933 als einziger Kommunist in den Kreistag ein.
In Nordhorn, grenznah zu den Niederlanden gelegen, arbeiteten viele niederländische Textilarbeiter als Grenzpendler. 1930 kam es wegen Lohnkürzungen immer wieder zu Streiks, zu Zusammenstößen mit der Landjägerei und zu Auseinandersetzungen mit den Textilunternehmern und im Gewerkschaftlager. DTV und CTV einerseits und die RGO andererseits lieferten sich harte Kämpfe, in denen die Nordhorner KPD im Parteiorgan Ruhr-Echo aus Essen wegen ihrer vielen wilden Streikaktionen und ihrer rüden Methoden gegen den SPD-Politiker und DTV-Gewerkschaftsfunktionär Paul Köhler zum Vorbild für die kommunistische Ruhrarbeiterschaft stilisiert wurde.
Der Einfluss der Nordhorner Kommunisten nahm zu. Kobitzki wurde im April 1931 wegen „Bedrohung von Arbeiterratsmitgliedern und des Betriebsleiters“, er hatte zusammen mit einem Parteifreund das Betriebsratsmitglied Schomakers verprügelt sowie wegen „Arbeitsverweigerung“ (= Fortbleiben von der Arbeit am 1. Mai) entlassen. Die Preußische politische Polizei beobachtete ihn seit 1929; die Gestapo setzte dies später fort. Seit Sommer 1932 wurde auch die Nationalsozialistische Betriebszellen-Organisation unter den Textilarbeitern aktiv, konnte aber erst bedeutenden Anhang gewinnen, als sie Ende 1932/Anfang 1933 einen nationalbolschewistischen Kurs einschlug. Sie forderte nach den Märzwahlen nach der „nationalen“ nun eine „soziale“ Revolution und griff massiv Honoratioren und etablierte Gewerkschafter an. Dabei setzte sie in einem Lohnkonflikt sogar Waffengewalt ein, was der NSBO bei den Betriebsratswahlen große Erfolge auf Kosten der RGO ermöglichte.
Am 1. März 1933 wurde das neugewählte Kreistagsmitglied Kobitzki erstmals in „Schutzhaft“ genommen und in die Amtsgerichtsgefängnisse Neuenhaus und Osnabrück eingeliefert. Bis zum 16. Oktober 1934 blieb er in verschiedenen Konzentrationslagern: in Moringen, Brandenburg und Oranienburg.
Nach seiner Haftzeit lebte Ferdinand Kobitzki äußerlich unscheinbar, betätigte sich aber als Widerständler im deutsch-niederländischen Grenzgebiet, verbreitete ausländische Rundfunknachrichten und illegale Flugblätter und hielt sich zeitweilig in den Niederlanden auf, da er offenbar keine Arbeit in Nordhorn fand. Das Sondergericht Hamm verurteilte ihn wegen „Vorbereitung zum Hochverrat“ zu einer mehrjährigen Zuchthausstrafe.
Nach Strafverbüßung kehrte Kobitzki nach Nordhorn zurück und fand wieder Arbeit bei der Firma Ludwig Povel & Co als Weber.
1944, nach dem missglückten Attentat auf Hitler, wurde er im Zuge der Aktion Gewitter gemeinsam mit dem christlichen und SPD-nahen Gildehauser Widerstandskämpfer Heinrich Kloppers an seiner Arbeitsstelle verhaftet. Die Bentheimer NSDAP-Kreisleitung (Josef Ständer) dazu: „Er ist heute noch eine politische Gefahr. Inhaftierung wird gutgeheißen“. Kobitzki wurde ins KZ Neuengamme eingeliefert, wo er an den Folgen der Haft starb.

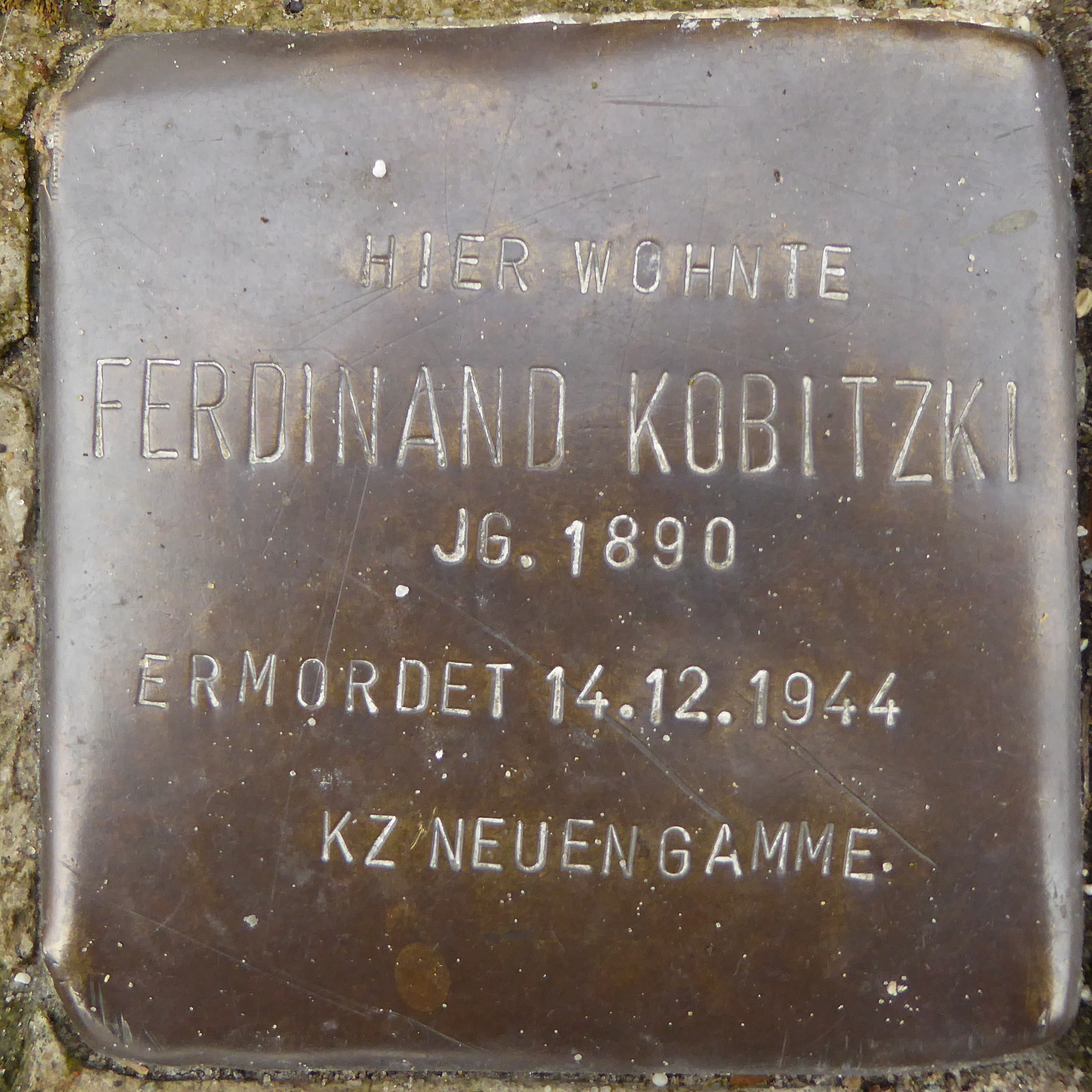
Stolperstein für Ferdinand Kobitzki in Nordhorn

Seit Oktober 2006 erinnert in Nordhorn ein Stolperstein an Ferdinand Kobitzki.